# Gródek Siemkowski
Gródek Siemkowski (biał. Сёмкаў Гарадок, ros. Сёмков Городок) – wieś na Białorusi, w obwodzie mińskim, w rejonie mińskim, w sielsowiecie Papiernia.

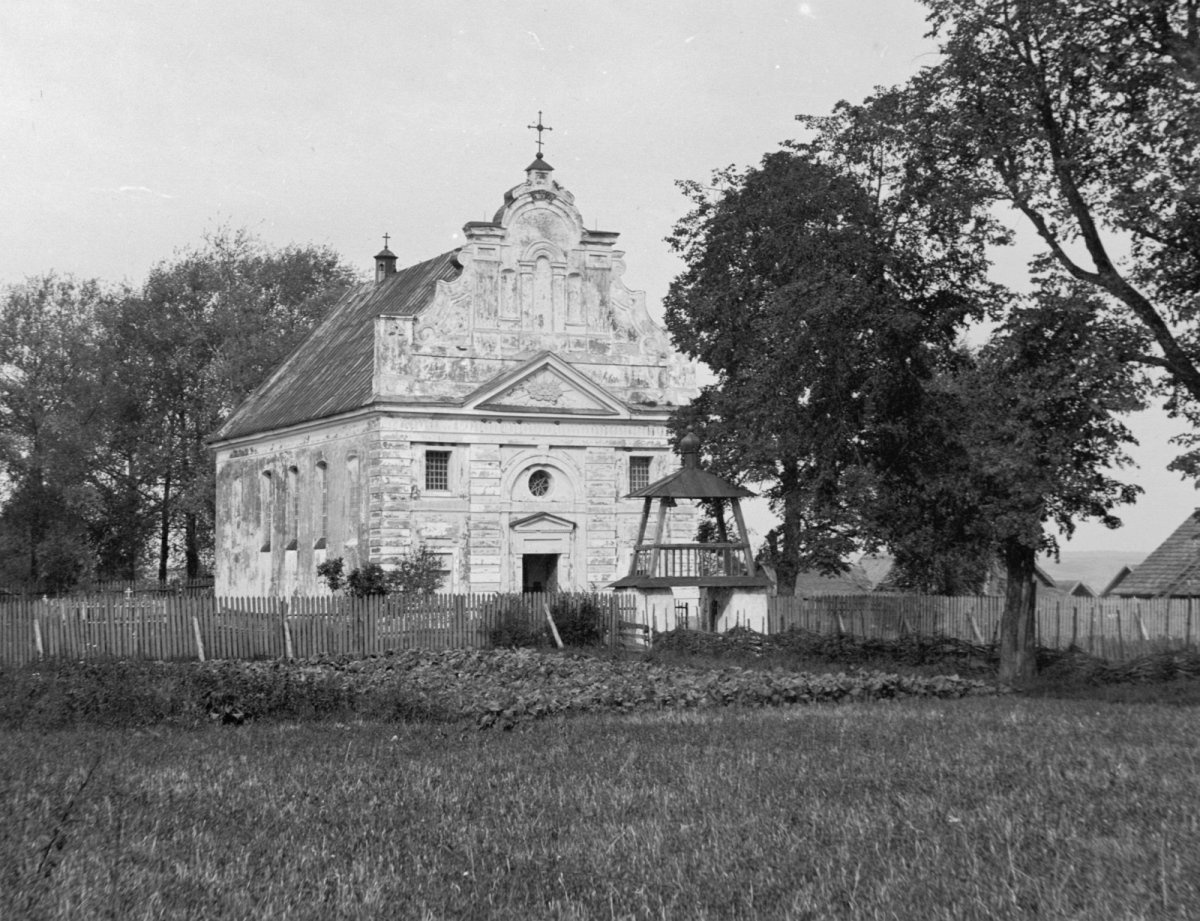
Kościół około 1900 roku

Wspominany już w 1161. Dawniej własność Sołomereckich. W czasach Rzeczypospolitej ziemie te leżały w województwie mińskim. Odpadły od Polski w wyniku II rozbioru. W granicach Rosji wieś należała do ujezdu mińskiego w guberni mińskiej. Ponownie pod polską administracją w latach 1919–1920 w okręgu mińskim Zarządu Cywilnego Ziem Wschodnich, gdzie był siedzibą gminy Gródek Siemkowski.